# René-Marie-Charles Poirier
René-Marie-Charles Poirier CIM (* 7. Oktober 1802 in Redon; † 23. April 1878) war ein französischer römisch-katholischer Geistlicher und Bischof von Roseau.

## Leben
Er wurde am 9. Juni 1827 zum Priester geweiht. Der Papst ernannte ihn am 12. November 1858 zum Bischof von Roseau. Der Erzbischof von Port of Spain, Vincent Spaccapietra CM, spendete ihm am 13. Februar des nächsten Jahres in Port of Spain die Bischofsweihe; Mitkonsekratoren waren Théodore-Augustin Forcade MEP, Bischof von Guadeloupe et Basse-Terre, und James Etheridge SJ, Apostolischer Vikar von Britisch-Guayana.
Er nahm am Ersten Vatikanischen Konzil teil.